# 밤문화

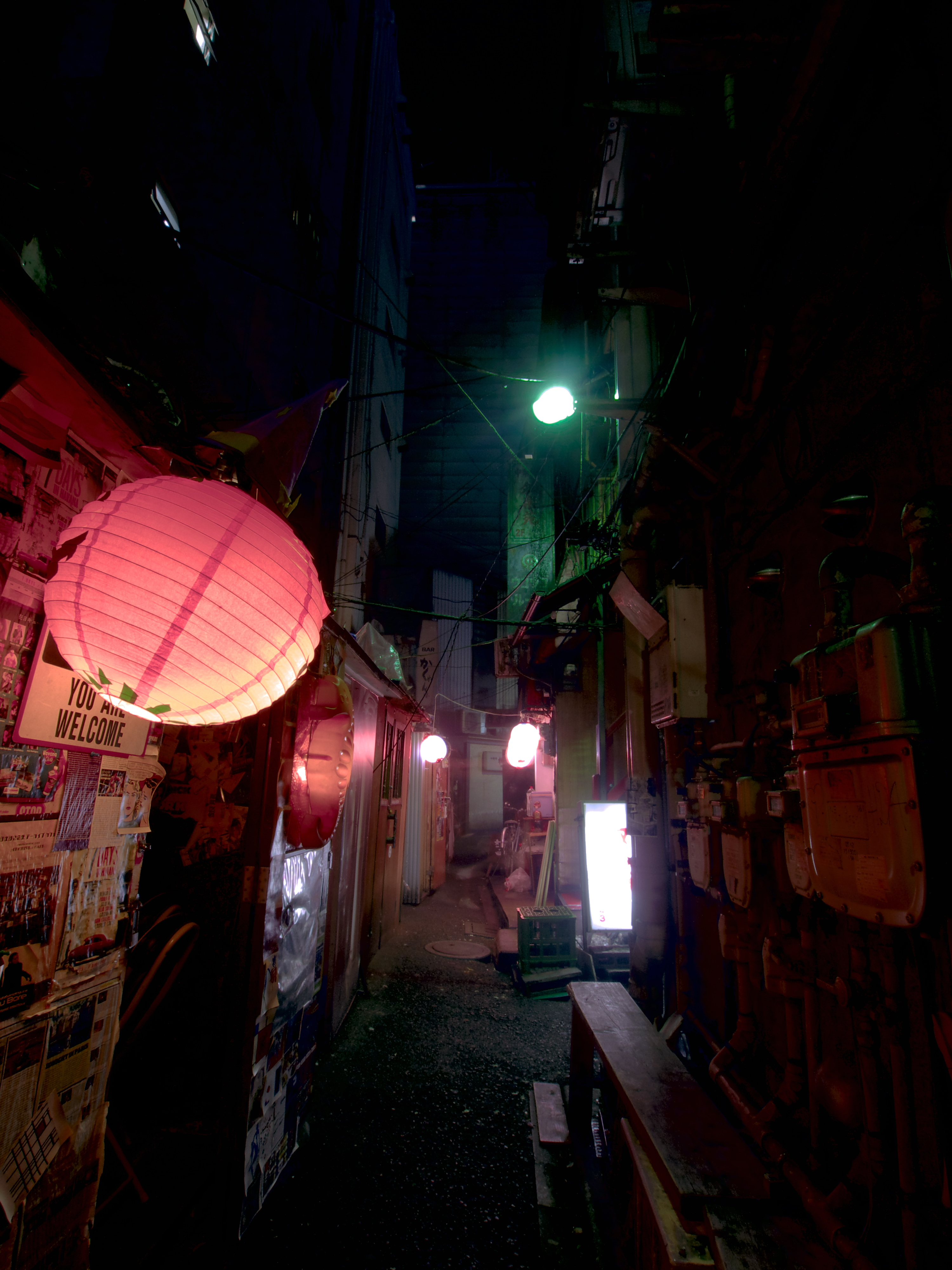

밤문화는 밤에 중심이 되는 문화를 일컫는다. 펍, 바 등을 포함한 술집이 성행하며 클럽에 가는 사람이 많다. 야시장이 열리는 도시도 많다.